# Jaak Uudmäe
Jaak Uudmäe (* 3. září 1954 Tallinn, Estonská sovětská socialistická republika) je bývalý sovětský atlet estonské národnosti, olympijský vítěz v trojskoku.

## Sportovní kariéra
V roce 1977 na halovém ME ve španělském San Sebastiánu získal stříbrnou medaili. O dva roky později vybojoval na halovém ME ve Vídni bronzovou medaili a na světové letní univerziádě v Ciudad de México získal stříbro. Další stříbrnou medaili získal v roce 1980 na halovém ME v tehdy západoněmeckém Sindelfingenu. Ve finále měřil jeho nejdelší pokus 16,51 metru. Halovým mistrem Evropy se stal Maďar Béla Bakosi, jehož nejdelší platný pokus měřil 16,86 m. V témže roce poprvé reprezentoval Sovětský svaz na Letních olympijských hrách v Moskvě. Do dvanáctičlenného finále se probojoval čtvrtým nejdelším kvalifikačním výkonem (16,69 m). V něm zaznamenal nejdelší pokus ve třetí sérii, kdy si vylepšil osobní rekord na 17,35 metru a zajistil si olympijské zlato. Ze soupeřů se nejvíce přibližil v poslední sérii olympijský vítěz z předchozích třech olympiád Viktor Sanějev, který doskočil na 17,24 m a po třech zlatech v řadě získal stříbro. Bronz vybojoval Brazilec João Carlos de Oliveira (17,22 m). Na halovém evropském šampionátu v Budapešti v roce 1983 obsadil 5. místo.